# Jihlávka
Obec Jihlávka (německy Klein Iglau) se nachází v okrese Jihlava v kraji Vysočina. Žije zde 200 obyvatel. Nedaleko obce pramení řeka Jihlava.

## Název
Název se vyvíjel od varianty Gihlawca (1356), Gyhlawka (1437), Gyhlawcze (1448), Gyhlawka (1678, 1718, 1720, 1751), Ihlawka a Gjhlawka (1846), Ihlawka a Jihlavka (1872), Ihlawka a Jíhlavka (1885), Ihlawka a Jihlavka (1893) až k podobě Jihlávka v roce 1924. Místní jméno je zdrobnělinou k názvu řeky Jihlavy, která zde pramení. Pojmenování řeky souvisí se slovem jehla a mohlo znamenat řeka s kamenitým či ostrým dnem.

## Historie
První písemná zmínka o obci pochází z roku 1356. V Müllerově mapování z roku 1718 je název obce Gihlawka.
Celá zástavba obce, jakož i téměř celý její katastr leží na Moravě, ale v dobách komunistického režimu byly ke katastru obce připojeny i některé pozemky původně tvořící východní okraj katastrálního území sousedního města Počátky, takže v současnosti obec zasahuje i do Čech.

## Přírodní poměry

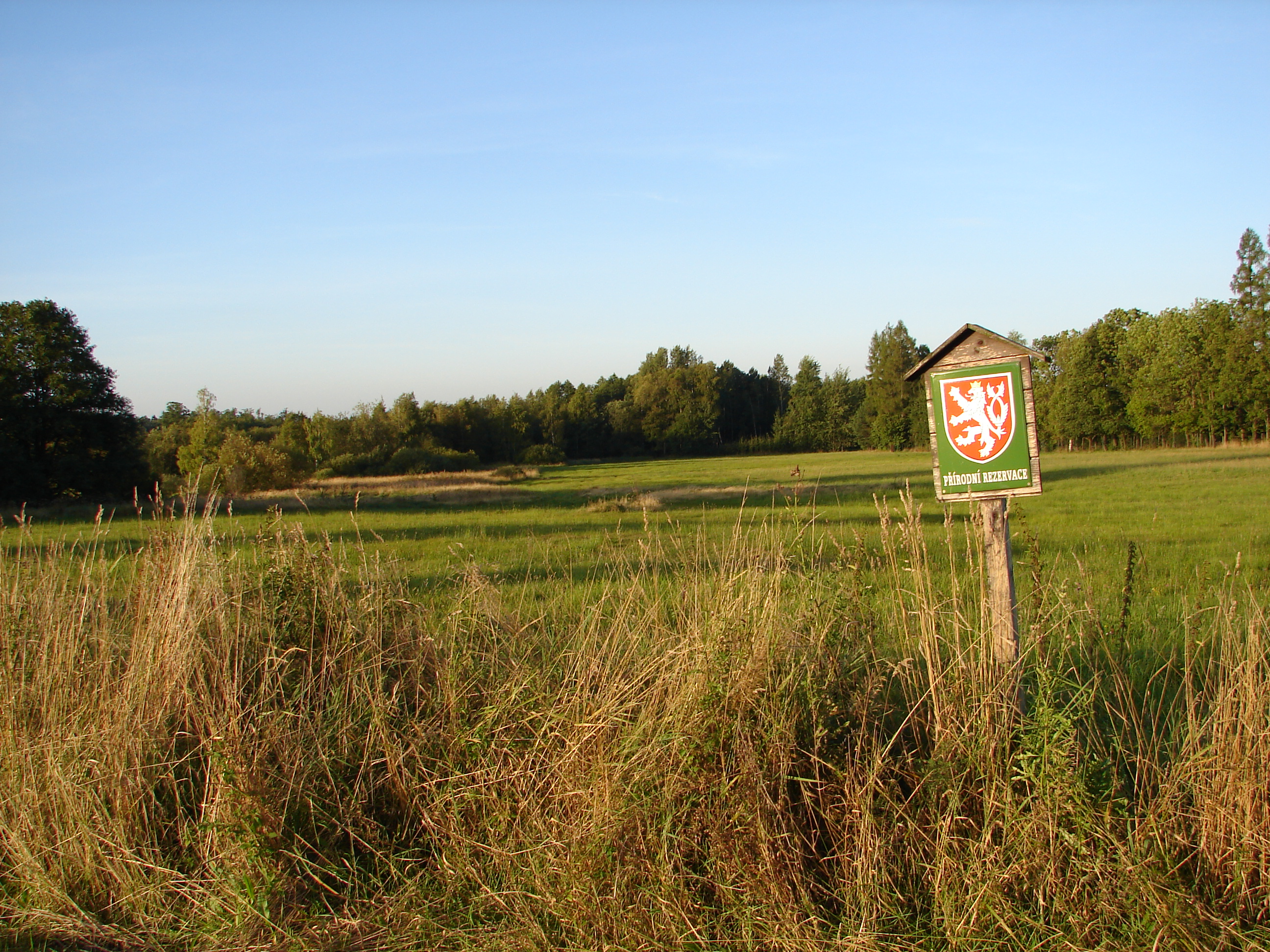
Přírodní rezervace Rašeliniště Kaliště

Jihlávka leží v okrese Jihlava v Kraji Vysočina. Nachází se 3,5 km jižně od Horní Vsi a 7 km od Horní Cerekve, 2,5 km západně od Horních Dubenek, 2,5 km severozápadně od Kaliště a 4,5 km východně od Počátek. Geomorfologicky obec leží na rozmezí Křižanovské vrchoviny a Křemešnické vrchoviny a jejich podcelků Brtnická vrchovina a Pacovská pahorkatina, v jejichž rámci spadá pod geomorfologické okrsky Třešťská pahorkatina a Božejovská pahorkatina. Průměrná nadmořská výška činí 651 metrů.
Nejvyšší bod, Lísek (760 m n. m.), leží na severozápadním okraji katastru obce. Jihlávkou protéká bezejmenný potok, který se západně od obce zprava vlévá do řeky Jihlavy. Na něm leží přímo v obci rybník Zámek. Na řece Jihlavě severně od Jihlávky stojí dva Hluboké rybníky. Východně od Jihlávky se rozkládá velký rybník Bor. Východní hranici katastru tvoří Hamerský potok. V jižním okraji katastru pramení Doubravský potok, na němž stojí rybník Kačerák.
Na katastru Jihlávky se nachází evropsky významná lokalita a přírodní rezervace V Lisovech, která je chráněna pro druhově bohaté smilkové louky na silikátových podložích v horských oblastech (a v kontinentální Evropě v podhorských oblastech), dále se zde nacházejí přechodová rašeliniště a třasoviště a lokalita srpnatky fermežové. Dále zde leží přírodní rezervace Rašeliniště Kaliště, kde se nachází zachovalé rašeliniště lučního typu se vzácnou a ohroženou květenou. Na zahradě rodinného domku v obci Jihlávka roste památný 30metrový javor klen, jehož stáří bylo v roce 2009 odhadováno na 210 let (javor musel být kvůli velmi špatnému stavu ohrožujícímu jeho okolí v roce 2022 pokácen).

## Obyvatelstvo
Podle sčítání 1930 zde žilo ve 104 domech 649 obyvatel. 646 obyvatel se hlásilo k československé národnosti. Žilo zde 445 římských katolíků, 201 evangelíků a 2 příslušníci Církve československé husitské.
| Rok            | 1869 | 1880 | 1890 | 1900 | 1910 | 1921 | 1930 | 1950 | 1961 | 1970 | 1980 | 1991 | 2001 | 2011 |
| Počet obyvatel | 435  | 496  | 488  | 557  | 577  | 621  | 649  | 421  | 430  | 388  | 337  | 293  | 232  | 229  |

## Obecní správa a politika
Jihlávka je členem Mikroregionu Třešťsko.
Obec má sedmičlenné zastupitelstvo, v jehož čele stojí starosta Jiří Košina.
| Období    | Voliči | Účast v % | Mandáty | Výsledky                                | Starosta    |
| --------- | ------ | --------- | ------- | --------------------------------------- | ----------- |
| 2006–2010 | 197    | 49,24     | 7       | 7 Za obec krásnější                     | Jiří Košina |
| 2010–2014 | 196    | 48,98     | 7       | 7 Za obec krásnější                     | Jiří Košina |
| 2014–2018 | 181    | 54,70     | 7       | 4 Za obec krásnější 3 Za bezpečnou obec | Jiří Košina |

## Hospodářství a doprava
V obci sídlí obchod firmy LAPEK, a.s. a FARMA JAVOŘICE JIHLÁVKA, spol. s r.o. Obcí prochází silnice III. třídy č. 13418 z Počátek a železniční trať železniční trať Havlíčkův Brod – Veselí nad Lužnicí. Dopravní obslužnost zajišťuje majoritní dopravce Kraje Vysočina ICOM transport. Autobusy jezdí ve směrech Počátky, Studená, Třešť, o víkendu Telč. Železniční stanice Jihlávka leží asi 1 km od středu obce, od prosince 2019 nicméně stanici neobsluhuje žádný vlak, pouze zde projíždějí rychlíky na trase Plzeň – Brno. Obcí prochází cyklistická trasa č. 1213 z Počátek do Horní Vsi a červeně značená turistická trasa z Horních Dubenek do Svaté Kateřiny a Naučná stezka Otokara Březiny.

## Školství, kultura a sport
Místní děti dojíždějí do základní školy v Počátkách. Sídlí zde knihovna. Působí zde Sbor dobrovolných hasičů Jihlávka a Nohejbalový klub Jihlávka.

## Pamětihodnosti
- Evangelická zvonice
- Katolická zvonice